# Virgo Cluster Catalogue
De Virgo Cluster Catalogue (VCC, voluit: Studies of the Virgo cluster. II. A catalog of 2096 galaxies in the Virgo cluster area.) is een wetenschappelijke publicatie en  catalogus van Bruno Binggeli, Allan Sandage en Gustav Andreas Tammann gepubliceerd in september 1985 in de The Astronomical Journal. Hij beschrijft 2096 sterrenstelsels in de Virgocluster. De observaties gebeurden van 1979 tot 1981 in het Las Campanas-observatorium met de Irénée du Ponttelescoop. In 2014 werd er een vervolg uitgebracht met de Extended Virgo Cluster Catalog die uitgebreider en gedetailleerder was.

## Inhoud
Van de 2096 opgenomen sterrenstelsels zijn er 1277 die beschouwd worden als onderdeel van de Virgocluster. 574 sterrenstelsels zijn potentieel onderdeel van de Virgocluster en 245 zogenoemde achtergrondsterrenstelsels of Zwicky-sterrenstelsel (onderdeel van de Catalogue of Galaxies and Clusters of Galaxies).

## Onderzoekers
Bruno Binggeli en Gustav Andreas Tammann waren beiden verbonden aan de Universiteit van Bazel en Allan Sandage aan het Carnegie Institution for Science. Deze catalogus was onderdeel van een reeks van zeven papers dat de drie onderzoekers samen uitbrachten.